# Kungskrabba
Kungskrabba (Paralithodes camtschaticus) är en stor art av krabba inom familjen Paguridae. Arten beskrevs ursprungligen 1815 som Maja camtschatica av Wilhelm Gottlieb Tilesius von Tilenau.

## Utseende
Fullvuxen kan den väga upp till sju kilo och mäta 1,8 m mellan benspetsarna.

## Utbredning
Dess naturliga utbredningsområde är norra Stilla havet, speciellt utanför Japan och Alaska. De planterades ut av Sovjetunionen under 1960-talet utanför Murmansk och har sedan spridit sig längs kusten till norska Lofoten. 

## Ekologi
Kungskrabban, som är allätare, är mycket framgångsrik och kan konkurrera ut andra arter där den breder ut sig. Idealtemperaturen är 10-12 grader C, och vattnets salthalt måste vara högre än vid den svenska västkusten. Den lever på 10–500 meters djup. Unga kungskrabbor förekommer främst på bottnar med grovt grus och sten, medan de vuxna föredrar bottnar med lera och sand.

## Kungskrabban och människor
Kungskrabban fiskas kraftigt och dess ben anses vara en delikatess.